# چکامه چمن‌ماه
چکامه چمن‌ماه (زاده ۲۳ آبان ۱۳۵۹، شیراز) بازیگر ایرانی سینما، تلویزیون و تئاتر است.

## زندگی
چکامه دختر هنگامه فرازمند منشی صحنه و بازیگر سینما است. وی که با دیپلم مجسمه‌سازی از هنرستان علامه طباطبایی فارغ‌التحصیل شده است، بازیگری در سینما را از سال ۱۳۷۷ با فیلم «بودن یا نبودن» به کارگردانی کیانوش عیاری آغاز کرد.
چکامه چمن‌ماه از ایران مهاجرت کرده بود و در شبکهٔ فارسی‌زبان جم تی‌وی، مشغول فعالیت بوده است.
چمن‌ماه در آذر ۱۴۰۳ برای اکران فیلمی در ایران  مقابل دوربین‌ها قرار گرفت، او پیش تر در تیر ماه به ایران بازگشته بود.

## حمایت از روحانی در انتخابات
چکامه چمن‌ماه از جمله ۱۴۰ هنرمند ایرانی بود که با امضاء طوماری در مورخ ۲۲ خرداد ۱۳۹۲، همراه با سایر اصلاح‌طلبان و اعتدال گرایان ایران، ضمن قدردانی از انصراف محمدرضا عارف به نفع حسن روحانی، از نامزدی حسن روحانی در انتخابات ریاست جمهوری ۱۳۹۲ حمایت علنی کرد.

## آثار

### کارنامهٔ سینمایی
| سال  | نام فیلم               | نقش         | کارگردان           |
| ---- | ---------------------- | ----------- | ------------------ |
| ۱۳۹۳ | آن آواز غمناک          |             | آرش سنجابی         |
| ۱۳۹۳ | اعترافات ذهن خطرناک من |             | هومن سیدی          |
| ۱۳۹۱ | گهواره‌ای برای مادر     |             | پناه برخدا رضایی   |
| ۱۳۹۰ | خیابان یک‌طرفه          |             | اسماعیل فلاح پور   |
| ۱۳۹۰ | گیرنده                 |             | مهرداد غفارزاده    |
| ۱۳۸۹ | سایه‏‌ها                 |             | حسین شهابی         |
| ۱۳۸۹ | پایان‌نامه              | ترانه       | حامد کلاهداری      |
| ۱۳۸۷ | حریم                   |             | سید رضا خطیبی      |
| ۱۳۸۶ | دوشیزه باران           |             | محمدعلی سلیمان تاش |
| ۱۳۸۶ | محافظ                  | ترانه       | محمدجواد کاسه ساز  |
| ۱۳۸۳ | ازدواج صورتی           | دنیا        | منوچهر مصیری       |
| ۱۳۸۲ | شکلات                  |             | افشین شرکت         |
| ۱۳۸۲ | صبحانه‌ای برای دو نفر   |             | مهدی صباغ‌زاده      |
| ۱۳۸۱ | جایی دیگر              | غزل         | مهدی کرم پور       |
| ۱۳۸۰ | بانوی کوچک             | سارا        | مهدی صباغ‌زاده      |
| ۱۳۷۸ | سهراب                  | ترانه       | سعید سهیلی         |
| ۱۳۷۷ | بودن یا نبودن          | معصومه      | کیانوش عیاری       |
| ۱۳۷۷ | شهر زنان               | مهتاب کشتگر | عطاالله حیاتی      |

### کارنامهٔ تلویزیونی

#### تولیدات صدا و سیما
- آسمان من (۹۳–۱۳۹۱)
- ستاره‌های سربی
- راز شیوا (۱۳۸۲)
- پرواز در حباب (۱۳۸۵)
- جاده قدیم (۱۳۹۴)
- تله فیلم فرجام
- تله فیلم خاطرات فردا (۱۳۸۷)[۵]

#### تولیدات شبکه GEM TV
- پیاده‌روهای خالی
- ماگنولیا
- آبی عشق
- اتوپیا
- ترنج